# Big Time Rush
Big Time Rush ist eine US-amerikanische Fernsehserie, die zum ersten Mal am 28. November 2009 in den Vereinigten Staaten lief. In Deutschland wird sie seit dem 24. April 2010 auf dem Sender Nickelodeon ausgestrahlt. In der Serie geht es um vier Teenager-Freunde, die plötzlich als Band berühmt werden.
Wie im Juli 2013 bekannt wurde, ist die vierte Staffel die letzte der Serie. Das Serienfinale Big Time Dreams wurde am 25. Juli 2013 ausgestrahlt.

## Handlung
Die vier Freunde Kendall Knight, James Diamond, Carlos Garcia und Logan Mitchell leben in Minnesota und sind Eishockeyspieler. Eines Tages kündigt der weltweit bekannte und erfolgreiche Produzent Gustavo Rocque an, dass er durch Amerika ziehen und den neuen Star am Musikhimmel suchen wird. Allerdings verläuft diese Suche aufgrund Gustavos Launen eher schlecht. Der US-Bundesstaat Minnesota ist seine letzte Anlaufstelle, bevor er die Suche aufgeben will.
James, dessen größter Traum es ist, in Hollywood Karriere zu machen, erfährt am Tage des Castings von selbigem, möchte dort aber nicht alleine hingehen. So überzeugt er seine Freunde, ihn zu begleiten. Nachdem Logan und Carlos von dem wutentbrannten Gustavo aussortiert wurden, erhält James seine Chance, doch auch er versagt. Kendall jedoch gelingt es, den Produzenten zu überzeugen. Die Karriere von Kendall war eigentlich schon sicher, bis er sich entscheidet, nicht ohne seine drei Freunde nach Hollywood zu kommen. Nach einigem Hin und Her willigt Gustavo in die Forderungen der Jungs ein, mit der Bedingung, sie täten, was er von ihnen verlange. So gelangen sie nach Hollywood, wo sie sich im Studio und auch in ihrem Hotel, dem Palmwoods, vor Plattenfirmenbossen, dem cholerischen Gustavo und den jungen Talenten, die ebenfalls im Palmwoods wohnen, beweisen müssen und lernen das Leben als Teenager in Hollywood zu meistern.

### Staffel 1
Die erste Staffel dreht sich hauptsächlich um die Aufgabe der Band, ihr erstes Musikalbum erfolgreich auf den Markt zu bringen. Dabei werden sie anfangs von Gustavo, seiner Assistentin Kelly Wainright, Kendalls Schwester Katie und deren Mutter, Kendalls Freundin Jo Taylor, die er im Verlauf der Staffel kennenlernt und der exzentrischen Jungschauspielerin Camille, die eine Beziehung mit Logan eingeht, unterstützt.
Gegen Ende der Staffel soll es dann zum ersten Konzert der Band kommen. Dies gestaltet sich jedoch durch eine Entführung der vier durch Gustavos Erzfeind Hawk schwierig, dennoch gelingt es der Band am Ende, ihr Konzert zu halten. Da das Konzert ein großer Erfolg ist, gehen die Vier danach auf eine Tournee.

### Staffel 2
In der zweiten Staffel sammeln Big Time Rush neue Erfahrungen als Band, zum Beispiel wie man mit Fans umgeht, Liveauftritte oder eigene Songs schreiben. Sie kommen öfter ins Fernsehen und werden immer berühmter und erfolgreicher, zum Beispiel mit ihrem ersten Nummer-eins-Hit. Es wird ebenso mehr über ihr Privatleben gezeigt als in der ersten Staffel, also mehr von Kendall, James, Logan und Carlos’ Musik abgewichen und mehr auf die Herausforderungen im Leben konzentriert. Gegen Ende der Staffel geht es auch um ihr zweites Album Elevate. Die letzte Episode leitet anschließend die Welt-Tour und somit den Film ein.

## Produktion
Am 12. März 2010 gab Nickelodeon auf einer Pressemitteilung bekannt, dass eine zweite Staffel produziert wird. Die Dreharbeiten fanden ab dem 19. Juli 2010 statt und ausgestrahlt wird sie seit dem 25. September 2010 in den USA sowie seit dem 6. Februar 2011 in Deutschland. Eine dritte Staffel mit 20 Episoden wurde im Mai 2011 bestellt und im Januar 2012 produziert. Die Episodenanzahl der dritten Staffel wurde von 20 auf 12 reduziert. Im August 2012 gab Nickelodeon die Produktion einer vierten Staffel mit 13 Episoden bekannt.

### Ursprungsidee
Bei den ersten ursprünglichen Planungen sollte es um die vier Skater Curt Knight, James Diamond, Carlos Garcia und Logan Mitchell gehen, die aus Wisconsin sind. Curt hat keine kleine, sondern eine große Schwester und auch Curts Mutter Mrs. Knight wird von einer anderen Schauspielerin gespielt. Curt wird von Curt Hansen gespielt, der Rest von der aktuellen Besetzung. Der Name der Sendung und der Band lautete Brand New Day. Die Debüt-Single von Brand New Day ist der Song This Is Our Someday, diese Single wurde in einigen kurzen Abschnitten in der Folge Big Time – Guru gespielt, allerdings nur von Logan Henderson gesungen. Griffin erwähnt bereits in der Pilot-Folge, dass er einen Bad Boy haben will, woraufhin Curt einverstanden ist. Die Schauspieler sprechen etwas andere Dialoge in dieser Handlung und es werden andere Kulissen verwendet. Es wurde die Pilot-Folge mit dieser Handlung und der etwas abgeänderten Besetzung gedreht, woraufhin man sich dagegen entschied. In die am Ende benutzte Handlung kam nur sehr wenig aus der geplanten Handlung. Curt Hansen hatte in den Episoden Big Time Foto und Big Time Konzert, Teil 1 noch Gastauftritte als Dak Zevon.

## Besetzung und Synchronisation

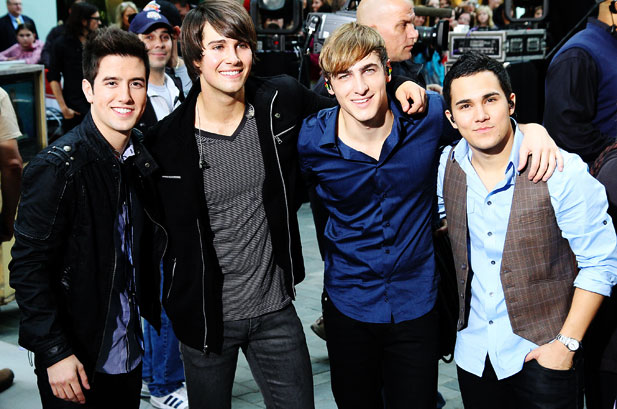
Die vier Mitglieder der Band: (v. l. n. r.) Logan, James, Kendall, Carlos

Die deutsche Synchronisation entstand unter der Dialogregie von Nicolás Artajo, der auch die Dialogbücher verfasste, durch die Synchronfirma Arena Synchron GmbH in Berlin.

### Hauptdarsteller
| Name             | Schauspieler            | Hauptrolle (Folgen) | Nebenrolle (Folgen) | Synchronsprecher                      |
| ---------------- | ----------------------- | ------------------- | ------------------- | ------------------------------------- |
| Kendall Knight   | Kendall Schmidt         | 1.01–4.13           |                     | Tobias Schmidt                        |
| James Diamond    | James Maslow            | 1.01–4.13           |                     | Dirk Stollberg                        |
| Carlos Garcia    | Carlos Pena Jr.         | 1.01–4.13           |                     | Nico Sablik                           |
| Logan Mitchell   | Logan Henderson         | 1.01–4.13           |                     | Carsten Otto                          |
| Katie Knight     | Ciara Bravo             | 1.01–4.13           |                     | Lina von der Ahe                      |
| Gustavo Rocque   | Stephen Kramer Glickman | 1.01–4.13           |                     | Lutz Schnell Michael Iwannek (Gesang) |
| Kelly Wainwright | Tanya Chisholm          | 2.01–4.13           | 1.01–1.20           | Corinna Dorenkamp                     |

### Nebendarsteller
| Name                 | Schauspieler          | Folgen                       | Synchronsprecher                            |
| -------------------- | --------------------- | ---------------------------- | ------------------------------------------- |
| Mrs. Jennifer Knight | Challen Cates         | 1.01–4.13                    | Ulrike Stürzbecher                          |
| Mr. Reginald Bitters | David Anthony Higgins | 1.01–4.13                    | Tom Deininger                               |
| Arthur Griffin       | Matt Riedy            | 1.01–4.13                    | Ernst Meincke Reinhard Kuhnert Lothar Hinze |
| Camille Roberts      | Erin Sanders          | 1.01–4.13                    | Yvonne Greitzke                             |
| Jo Taylor            | Katelyn Tarver        | 1.06–2.21, 3.06–4.13         | Magdalena Turba                             |
| Lucy Stone           | Malese Jow            | 2.23–3.07, 4.02–4.13         | Anja Stadlober                              |
| Buddha Bob           | Daran Norris          | 1.05–4.13                    | Frank Schröder                              |
| Jett Stetson         | David Cade            | 2.01–4.13                    | Ozan Ünal                                   |
| Jennifer 1           | Denyse Tontz          | 1.01–4.13                    | Adak Azdasht                                |
| Jennifer 2           | Spencer Locke         | 1.01–1.05                    | Esra Vural                                  |
| Jennifer 2           | Kelli Goss            | 1.15–4.13                    | Julia Meynen                                |
| Jennifer 3           | Savannah Jayde        | 1.01–4.13                    | Jill Schulz                                 |
| Dak Zevon            | Curt Hansen           | 1.08, 1.19                   | Filipe Pirl                                 |
| Guitar Dude          | Barnett O’Hara        | 1.01–2.23                    | Julien Haggège                              |
| Tyler Duncan         | Tucker Albrizzi       | 1.01–2.29                    |                                             |
| Mrs. Collins         | Tara Strong           | 1.03, 1.15, 2.01, 2.07, 2.17 | Maria Koschny                               |
| Freight Train        | Stephen Keys          | 1.06, 1.07, 1.12, 1.16, 2.06 | Werner Böhnke                               |
| Mr. X                | Fred Tallaksen        | 1.02, 1.15, 1.19, 2.16       | Nico Mamone                                 |
| Mercedes Griffin     | Carlie Casey          | 1.10–1.11                    | Anne Helm                                   |

Anmerkungen
1. ↑  Staffel 1
2. ↑  Staffel 2

### Gaststars
| Name               | Schauspieler       | Folgen    | Synchronsprecher     |
| ------------------ | ------------------ | --------- | -------------------- |
| Nicole Scherzinger | Nicole Scherzinger | 1.01–1.02 | Gundi Eberhard       |
| Jordin Sparks      | Jordin Sparks      | 1.16      | Rubina Kuraoka       |
| Miranda Cosgrove   | Miranda Cosgrove   | 2.08–2.09 | Rubina Kuraoka       |
| Snoop Dogg         | Snoop Dogg         | 2.09      | Jan-David Rönfeldt   |
| Russell Brand      | Russell Brand      | 2.12–2.13 | Julien Haggége       |
| Patchy             | Tom Kenny          | 2.12–2.13 | Michael Pan          |
| Heather Fox        | Elizabeth Gillies  | 2.27      | Anna Amalie Blomeyer |
| Winnie             | Rachel Crow        | 3.03      | Soraya Richter       |
| Captain McAllister | Alfonso Ribeiro    | 3.03      |                      |
| Lucys Mom          | Susan Yeagley      | 3.04      |                      |
| Gavin DeGraw       | Gavin DeGraw       | 4.01      |                      |
| Cher Lloyd         | Cher Lloyd         | 4.02      | Josephine Schmidt    |
| Scott Baio         | Scott Baio         | 4.05      |                      |
| Lucas Cruikshank   | Lucas Cruikshank   | 4.05      |                      |
| Victoria Justice   | Victoria Justice   | 4.06      | Tanya Kahana         |
| Alexa Vega         | Alexa Vega         | 4.12–4.13 | Jill Schulz          |
| Nick Cannon        | Nick Cannon        | 4.12–4.13 |                      |
| Austin Mahone      | Austin Mahone      | 4.12–4.13 |                      |
| Karmin             | Karmin             | 4.13      |                      |
| Ryan Newman        | Ryan Newman        | 4.12      | Jodie Blank          |
| Mindless Behavior  | Mindless Behavior  | 4.12      |                      |

## Ausstrahlung
| Staffel   | Episoden | Ausstrahlung (USA) | Ausstrahlung (USA) | Ausstrahlung (Deutschland) | Ausstrahlung (Deutschland) |
| Staffel   | Episoden | Staffelpremiere    | Staffelfinale      | Staffelpremiere            | Staffelfinale              |
| --------- | -------- | ------------------ | ------------------ | -------------------------- | -------------------------- |
| Staffel 1 | 20       | 28. November 2009  | 20. August 2010    | 24. April 2010             | 12. Dezember 2010          |
| Staffel 2 | 29       | 25. September 2010 | 28. Januar 2012    | 6. Februar 2011            | 10. November 2012          |
| Film      | Film     | 10. März 2012      | 10. März 2012      | 22. September 2012         | 22. September 2012         |
| Staffel 3 | 12       | 12. Mai 2012       | 10. November 2012  | 17. November 2012          | 30. Oktober 2013           |
| Staffel 4 | 13       | 2. Mai 2013        | 25. Juli 2013      | 27. September 2013         | 15. November 2013          |

### Filme/Specials
| Staffel | Film/Special | Originaltitel          | US-Erstausstrahlung | US-Einschaltquoten | Deutscher Titel        | Dt.-Erstausstrahlung |
| ------- | ------------ | ---------------------- | ------------------- | ------------------ | ---------------------- | -------------------- |
| 1       | 1            | Big Time Audition      | 28. November 2009   | 3,5 Millionen      | Big Time – Casting     | 24. April 2010       |
| 1       | 2            | Big Time Concert       | 20. August 2010     | 3,3 Millionen      | Big Time – Konzert     | 12. Dezember 2010    |
| 1       | Special      | Live From Times Square | 20. August 2010     |                    |                        |                      |
| 2       | 3            | Big Time Christmas     | 4. Dezember 2010    | 4,96 Millionen     | Big Time – Weihnachten | 3. Dezember 2011     |
| 2       | 4            | Big Time Beach Party   | 21. Februar 2011    | 4,23 Millionen     | Big Time – Strandparty | 25. Juni 2011        |
| 2       | Special      | Big Time Break Up      | 25. Juni 2011       | 3,6 Millionen      | Big Time – Break up    | 10. Dezember 2011    |
| Film    | Film         | Big Time Movie         | 10. März 2012       | 4,2 Millionen      | Big Time Movie         | 22. September 2012   |
| 4       | 5            | Big Time Dreams        | 25. Juli 2013       | 2,4 Millionen      | Big Time Awards        | 15. November 2013    |

## Film
Im November 2011 gab Nickelodeon bekannt, dass die Produktion zum ersten Spielfilm zur Serie. Es wird ein Agentenfilm und gleichzeitig eine Komödie, in dem es darum geht, dass Big Time Rush eine Welttournee startet, die in London beginnt. Am Flughafen vertauschen Kendall, James, Logan und Carlos ihre Koffer mit Doppelagenten aus aller Welt, woraufhin sie nun die Welt retten und gleichzeitig ihr Auftaktkonzert vorbereiten müssen. In den USA wurde Big Time Movie am 10. März 2012, in Deutschland, Österreich und der Schweiz am 22. September 2012 auf Nickelodeon ausgestrahlt.

## Musik
In fast jeder Episode der Serie wird ein neuer oder schon bekannter Song gesungen, die meisten dieser Songs stammen von der Band Big Time Rush:
| Staffel | Song                                                | Episode (englisch)              | Episode (deutsch)                | Erstausstrahlung (USA) |
| ------- | --------------------------------------------------- | ------------------------------- | -------------------------------- | ---------------------- |
| 1       | „Big Time Rush“                                     | Big Time Audition – Part Two    | Big Time – Casting, Teil 2       | 28. November 2009      |
| 1       | „Any Kind Of Guy“                                   | Big Time Love Song              | Big Time – Verliebt              | 5. Februar 2010        |
| 1       | „Halfway There“                                     | Big Time Demos                  | Big Time – Fast halb da          | 19. März 2010          |
| 1       | „Shot In The Dark“                                  | Big Time Terror                 | Big Time – Horror                | 8. Mai 2010            |
| 1       | „Stuck“                                             | Big Time Dance                  | Big Time – Schulparty            | 4. Juni 2010           |
| 1       | „Count On You (feat. Jordin Sparks)“                | Big Time Sparks                 | Big Time – Duett                 | 18. Juni 2010          |
| 1       | „City Is Ours“                                      | Big Time Video                  | Big Time – Musikvideo            | 31. Juli 2010          |
| 1       | „Famous“                                            | Big Time Concert – Part Two     | Big Time – Konzert, Teil 2       | 20. August 2010        |
| 2       | „Til' I Forget About You“                           | Welcome Back, Big Time          | Willkommen zurück, Big Time Rush | 25. September 2010     |
| 2       | „Boyfriend“                                         | Big Time Girlfriends            | Big Time – Freundinnen           | 11. Oktober 2010       |
| 2       | „Big Night“                                         | Big Time Halloween              | Big Time – Halloween             | 22. Oktober 2010       |
| 2       | „Beautiful Christmas“                               | Big Time Christmas – Part One   | Big Time – Weihnachten, Teil 1   | 4. Dezember 2010       |
| 2       | „All I Want For Christmas (feat. Miranda Cosgrove)“ | Big Time Christmas – Part Two   | Big Time – Weihnachten, Teil 2   | 4. Dezember 2010       |
| 2       | „12 Days Of Christmas (feat. Snoop Dogg)“           | Big Time Christmas – Part Two   | Big Time – Weihnachten, Teil 2   | 4. Dezember 2010       |
| 2       | „Let's Stay In Our PJ's (feat. Snoop Dogg)“         | Big Time Christmas – Part Two   | Big Time – Weihnachten, Teil 2   | 4. Dezember 2010       |
| 2       | „Nothing Even Matters“                              | Big Time Guru                   | Big Time – Guru                  | 8. Januar 2011         |
| 2       | „Dance, Dance, Dance“                               | Big Time Beach Party – Part Two | Big Time – Strandparty, Teil 2   | 21. Februar 2011       |
| 2       | „Oh Yeah“                                           | Big Time Songwriters            | Big Time – Songschreiber         | 5. März 2011           |
| 2       | „I Know You Know (feat. Kat's Crew)“                | Big Time Girl Group             | Big Time – Girl Group            | 9. April 2011          |
| 2       | „The Mom Song“                                      | Big Time Moms                   | Big Time Moms                    | 7. Mai 2011            |
| 2       | „Worldwide“                                         | Big Time Break-Up               | Big Time Break up                | 25. Juni 2011          |
| 2       | „If I Ruled The World“                              | Big Time Single                 | Big Time Single                  | 23. Juli 2011          |
| 2       | „Paralyzed“                                         | Big Time Rocker                 | Big Time Rocker                  | 24. September 2011     |
| 2       | „Superstar“                                         | Big Time Strike                 | Big Time Strike                  | 10. Oktober 2011       |
| 2       | „Blow Your Speakers“                                | Big Time Superheroes            | Big Time Superheroes             | 29. Oktober 2011       |
| 2       | „All Over Again“                                    | Big Time Move                   | Big Time Move                    | 28. Januar 2012        |
| 3       | „Windows Down“                                      | Big Time Returns                | Big Time – Zurück in L.A.        | 25. Juni 2012          |
| 3       | „Movin' Up to Bel Air“                              | Bel Air Rush                    | Big Time – In Bel Air            | 2. Juli 2012           |
| 3       | „Cover Girl“                                        | Big Time Double Date            | Big Time – Dates                 | 9. Juli 2012           |
| 3       | „No Idea“                                           | Big Time Decision               | Big Time – Entscheidung          | 29. September 2012     |
| 4       | „Like Nobody's Around“                              | Big Time Invasion               |                                  | 2. Mai 2013            |
| 4       | „Picture This“                                      | Big Time Scandal                |                                  | 9. Mai 2013            |
| 4       | „24/Seven“                                          | Big Time Bonus                  |                                  | 23. Mai 2013           |
| 4       | „Confetti Falling“                                  | Big Time Cameo                  |                                  | 30. Mai 2013           |
| 4       | „Crazy for U“                                       | Big Time Tour Bus               |                                  | 6. Juni 2013           |
| 4       | „Song for You“                                      | Big Time Cartoon                |                                  | 11. Juli 2013          |
| 4       | „Run Wild“                                          | Big Time Break Out              |                                  | 18. Juli 2013          |
| 4       | „Untouchable“                                       | Big Time Break Out              |                                  | 18. Juli 2013          |
| 4       | „Get Up“                                            | Big Time Dreams                 |                                  | 25. Juli 2013          |
| 4       | „We Are“                                            | Big Time Dreams                 |                                  | 25. Juli 2013          |

Am 11. Oktober 2010 erschien das erste Album von Big Time Rush in den USA und am 17. Dezember 2010 auch in Deutschland. Das Album mit dem Namen B.T.R. enthält zum ersten Mal in voller Länge die Songs The City is Ours, Famous, Halfway There und Stuck. Im November 2011 folgte das Album Elevate.
Bisher wurde auch noch ein Soundtrack zur ersten Staffel veröffentlicht mit dem Namen Best of Season 1. Auf dem Soundtrack sind aber nicht alle Lieder zu hören, die in der ersten Staffel vorkamen.

## Auszeichnungen und Nominierungen
| Jahr | Auszeichnung                               | Für                | Kategorie                                                                  | Resultat  |
| ---- | ------------------------------------------ | ------------------ | -------------------------------------------------------------------------- | --------- |
| 2010 | Nickelodeon Kids’ Choice Awards Australien | Big Time Rush      | Lieblings-TV-Star (Favorite TV Star)                                       | Nominiert |
| 2011 | Nickelodeon Kids Choice Awards USA         | Big Time Rush      | Lieblingsserie (Favorite TV Show)                                          | Nominiert |
| 2011 | Nickelodeon Kids Choice Awards Australien  | Big Time Rush      | Hottest Guy Hottie                                                         | Nominiert |
| 2011 | Nickelodeon Kids Choice Awards Mexiko      | Big Time Rush      | Lieblingsserie – International (Favorite TV Show International)            | Gewonnen  |
| 2012 | Nickelodeon Kids Choice Awards USA         | Big Time Rush Band | Lieblingsband (Favorite Music Group)                                       | Gewonnen  |
| 2012 | Young Artist Award                         | Ciara Bravo        | Best Performance in a TV Series – Supporting Young Actress                 | Nominiert |
| 2012 | Young Artist Award                         | Erin Sanders       | Best Performance in a TV series – Recurring Young Actress 17–21            | Gewonnen  |
| 2012 | Young Artist Award                         | Tucker Albrizzi    | Best Performance in a TV Series – Guest Starring Young Actor Ten and Under | Nominiert |

## DVDs
| Titel                 | Anzahl DVDs | Erscheinungsdatum (USA) | Erscheinungsdatum (DE) | Episoden     | Extras (DVD)                                                                   |
| --------------------- | ----------- | ----------------------- | ---------------------- | ------------ | ------------------------------------------------------------------------------ |
| Season 1, Volume 1    | 2 DVDs      | 29. März 2011           | 6. Oktober 2011        | 1–11         | iCarly Folge: „Kunst und Krise“, Fotobuch, „Big Time Auszeit“ mit Trim-Option. |
| Season 1, Volume 2    | 2 DVDs      | 21. Juni 2011           | 5. April 2012          | 12–20        | Vorschau Das Haus Anubis                                                       |
| Season 2, Volume 1    | 2 DVDs      |                         | 8. November 2012       | 21–31, 34–36 |                                                                                |
| Season 2, Volume 2    | 2 DVDs      |                         | 6. Juni 2013           | 32–33, 37–49 |                                                                                |
| Big Time Movie + Rags | 1 DVD       | 28. August 2012         |                        | Film         |                                                                                |

## Sonstiges
- Die zweite Folge, die nach der iCarly-Folge „iSaved Your Life“ (deutsch: Carlys Schinken) ausgestrahlt wurde, hatte 8,7 Millionen Zuschauer.[17]
- In Deutschland sahen die Serie im Juni 0,12 Millionen Menschen, was einem Marktanteil von 11,3 % bei den 3- bis 13-Jährigen entspricht.[18]
- Camille, gespielt von Erin Sanders, geht eine Beziehung mit Logan ein. Sanders’ Rolle als Quinn in Zoey 101 führt im Verlauf der Serie ebenfalls eine Beziehung mit Logan aus Zoey 101.
- Im August veröffentlichten Big Time Rush ihr erstes Comic-Buch mit Biographien mit dem Titel The Graphic Novel.
- In den Episoden Big Time Photo Shooting und Big Time Concert kommt ein Charakter namens Dak Zevon vor, welcher eine Anspielung auf Zac Efron ist. Der Schauspieler dieser Rolle ist Curt Hansen, der ursprünglich als Hauptrolle anstelle von Kendall Schmidt vorgesehen war (siehe auch „Ursprungsidee“).